# Дмитриевский, Юрий Леонтьевич
Юрий Леонтьевич Дмитриевский (1923 — 1979) — советский хоккейный функционер, тренер.

## Биография
Ветеран Великой Отечественной войны. Старший лейтенант. Участвовал в Будапештской стратегической операции, Балатонской оборонительной операции, Венской стратегической операции, Пражской стратегической операции.
Награждён орденом Отечественной войны I степени (18 сентября 1944), орденом Красной Звезды (22 февраля 1945); медалями «За победу над Германией», «За взятие Будапешта», «За взятие Вены», «За освобождение Праги».
Член Президиума Всесоюзной секции хоккея — секретарь (23 апреля 1957 — 30 июня 1959), инструктор Всесоюзного ДСО Профсоюзов (1 июля 1959 — 18 мая 1962).
Тренер в «Химике» Новосибирск. Первый старший тренер «Сибири» Новосибирск (1962—1963). Старший тренер «Дизелиста» Пенза (1964—1965).
Старший тренер сборной РСФСР.